# Sennheiser MD 421

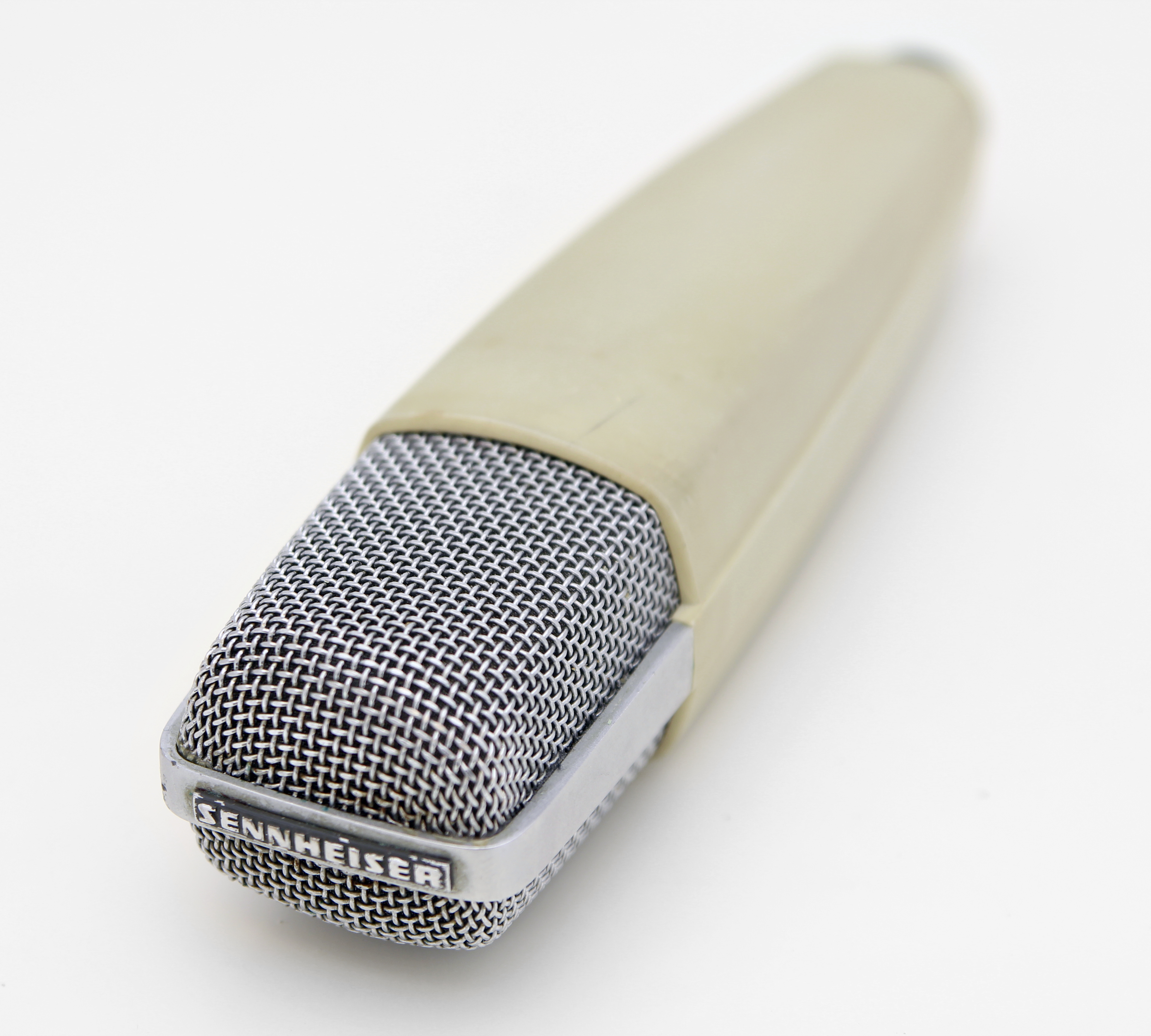
Un microfono Sennheiser MD 421 nella versione originale "light gray"

Il Sennheiser MD 421 è un microfono dinamico cardioide tedesco, ampiamente utilizzato per il parlato nelle trasmissioni e per la musica nei concerti dal vivo e in studio di registrazione. Introdotto nel 1960, l'elemento trasduttore interno a diaframma largo dell' MD 421 è ancora prodotto inalterato da Sennheiser. L'MD 421 è considerato un classico, uno standard industriale. Sono state vendute più di 500.000 unità.

## Caratteristiche

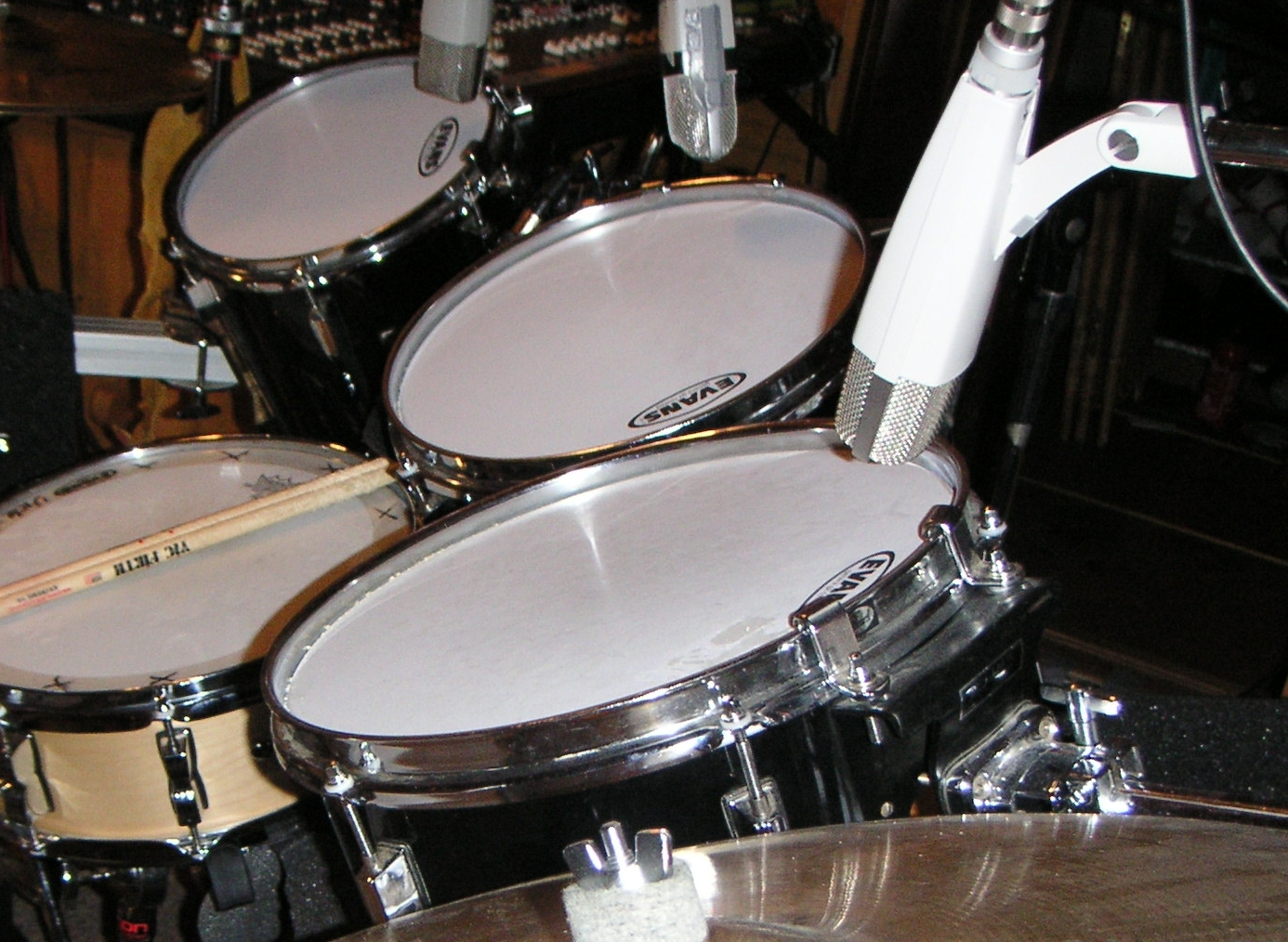
Tre MD 421s aimed su tom

Con un diametro del diaframma di 27 millimetri (1,1 pollici), l' MD 421 è classificato come microfono a diaframma largo. La sua ampia risposta in frequenza (30–17.000 Hz ± 3 dB) ha superato il precedente standard Hi-Fi e si è avvicinata alle prestazioni dei microfoni a condensatore. Il design compatto del sistema di trasduttori MD421 era nuovo all'epoca, perché i modelli di pickup direzionali erano stati ottenuti solo aggiungendo porte di ingresso del suono sul retro dell'elemento (ad esempio, il "sistema a D variabile" Electro-Voice con una riga di porte nell'impugnatura.) I microfoni con porte che modellano il suono possono essere tenuti in mano solo in misura limitata senza che l'effetto direzionale si deteriori. L'MD 421 offriva un alloggiamento in plastica liscio e chiuso, mantenendo il suo schema di raccolta direzionale indipendentemente da come fosse tenuto.
Un'altra particolarità tecnica dell'MD 421 è la bobina di compensazione del ronzio: è cablata in polarità opposta alla bobina del sistema di conversione. I campi di interferenza a bassa frequenza comuni a entrambe le bobine vengono cancellati.
Tutti gli MD 421 con connettori Kleintuchel europei o XLR americani hanno un anello di plastica zigrinato tra l'alloggiamento e il connettore, con il quale è possibile azionare un filtro passa alto induttivo regolabile (filtro roll-off). La posizione "S" (parlato) attenua la trasmissione delle basse frequenze e la posizione "M" (musica) consente la risposta completa del microfono. Le posizioni intermedie di questo filtro sono dotate di un meccanismo di arresto e di marcature sin dagli anni '70.

## Storia

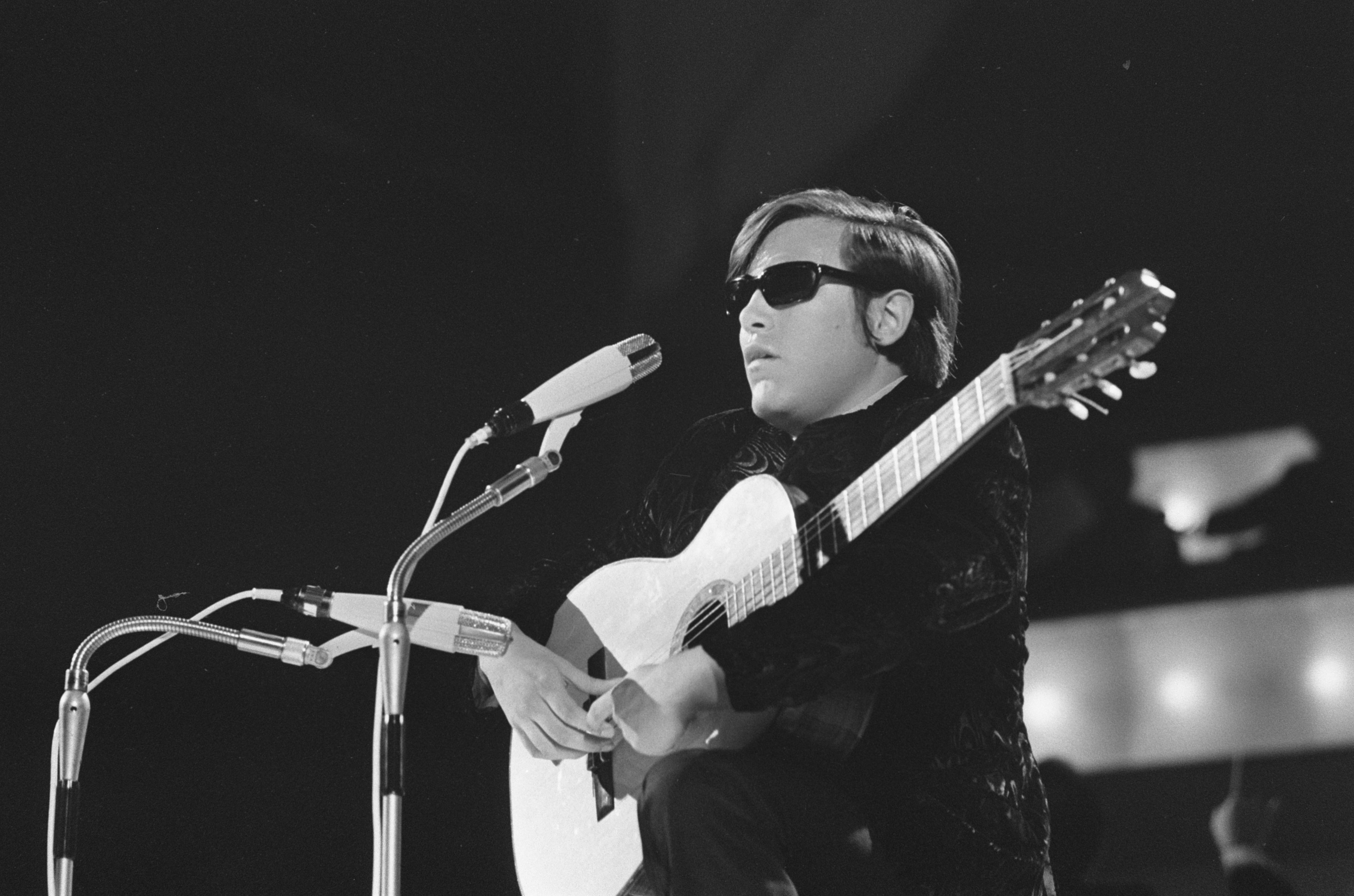
Jose Feliciano con 2 Sennheiser MD 421 su voce e chitarra

La Sennheiser sviluppò il modello omnidirezionale MD 21 nel 1953, per le Electronic News Gathering. "MD" stava per mikrofon dynamische (microfono dinamico). Alla fine degli anni '50, Fritz Sennheiser incaricò gli ingegneri Paul-Friedrich Warning e Johann-Friedrich Fischer di sviluppare un nuovo microfono. Nel 1960, l'MD 421 fu introdotto con un modello di pickup direzionale, pubblicizzato dal produttore come microfono da studio. Il corpo di colore chiaro dell'MD 421 era costituito da un composto di poliossimetilene DuPont venduto come Delrin. Le versioni successive dell'MD 421 furono stampate in nero.

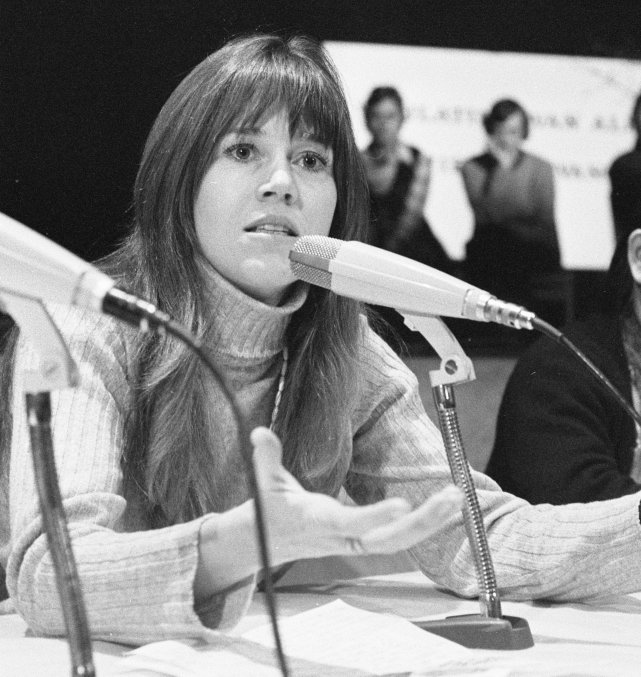
Jane Fonda in una conferenza del 1975

Dalla sua introduzione nel 1960, l'MD 421 si è affermato in quasi tutti i settori della tecnologia audio professionale, in particolare nella tecnologia di trasmissione radiotelevisiva e nella tecnologia di comunicazione al pubblico (PA). Oltre ai suoi vantaggi sonori, il microfono ha ottenuto successo anche grazie al "filtro musica/voce" di cui sopra. Questo filtro passa alto si è dimostrato efficace sia quando viene utilizzato come microfono vocale (soppressione dell'effetto di prossimità e delle esplosive) sia durante la trasmissione e la registrazione all'esterno per ridurre il rumore del vento. I rumori di manipolazione e il rumore della strada a bassa frequenza sono stati effettivamente ridotti.
La forma caratteristica dell'MD 421 è stata parte dell'apparizione di innumerevoli conferenze stampa, discorsi politici e servizi televisivi fino agli anni '90. Nel 1971, Sennheiser ha introdotto un altro microfono dinamico ma con una griglia metallica molto lunga: il Sennheiser MD 441, che è diventato un altro classico.
Nel 2010, l'MD 421 è stato inserito nella TECnology Hall of Fame dei TEC Awards.

## Utilizzo

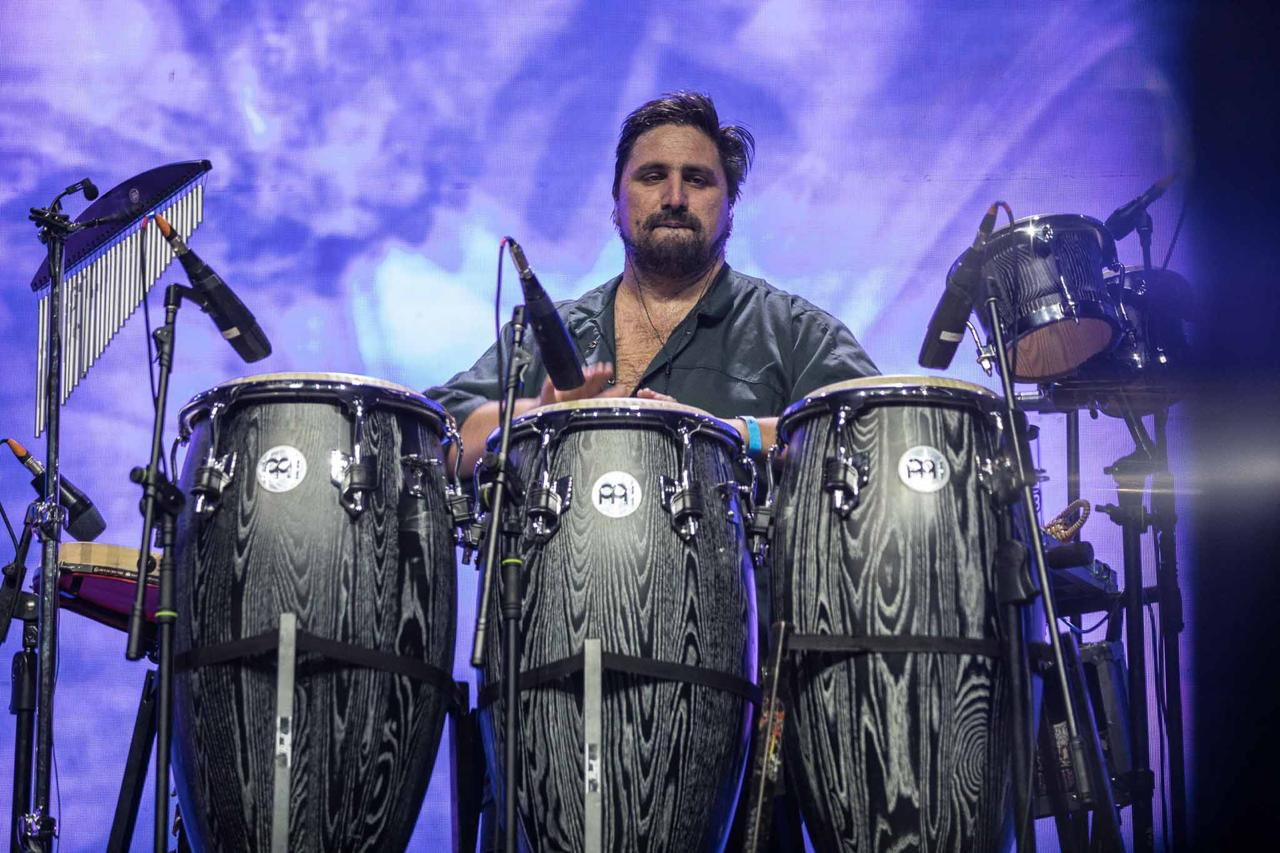
Il percussionista cileno Gonzalo Foure suona su tre congas microfonate con MD 421 II

Il microfono è popolare tra i tecnici di registrazione, utilizzato nella produzione di tutti i generi musicali. L'MD 421 viene utilizzato principalmente per batteria, amplificatori per chitarra, fiati, ottoni e strumenti a percussione. È noto per la sua risposta in frequenza quasi lineare nella gamma dei bassi fino a 1.000 Hz. Oltre a ciò, il microfono mostra un aumento graduale delle frequenze medio-alte importanti per l'intelligibilità.
Nel 1966, Udo Jürgens vinse l'Eurovision Song Contest, cantando la canzone Merci, Chérie in un MD 421. Nel 1971, il concorso fu quasi interamente eseguito su microfoni MD 421. The Concert for Bangladesh di George Harrison includeva molti MD 421.
Essendo un microfono dinamico con elementi di grandi dimensioni, ha una risposta all'impulso più lenta e una risoluzione inferiore alle frequenze più alte rispetto ai microfoni a condensatore, ed è quindi meno adatto come microfono principale per registrare un'orchestra, o come microfono sopraelevato per una batteria, per catturare i transienti veloci dei piatti. Ma eccelle nel suo lavoro: il chitarrista jazz Brian Tarquin ha fatto riferimento all'onnipresente americano Shure SM57 quando ha descritto l'MD 421 come "un SM57 sotto steroidi... probabilmente uno dei microfoni più diversi mai realizzati".

## Gli accessori

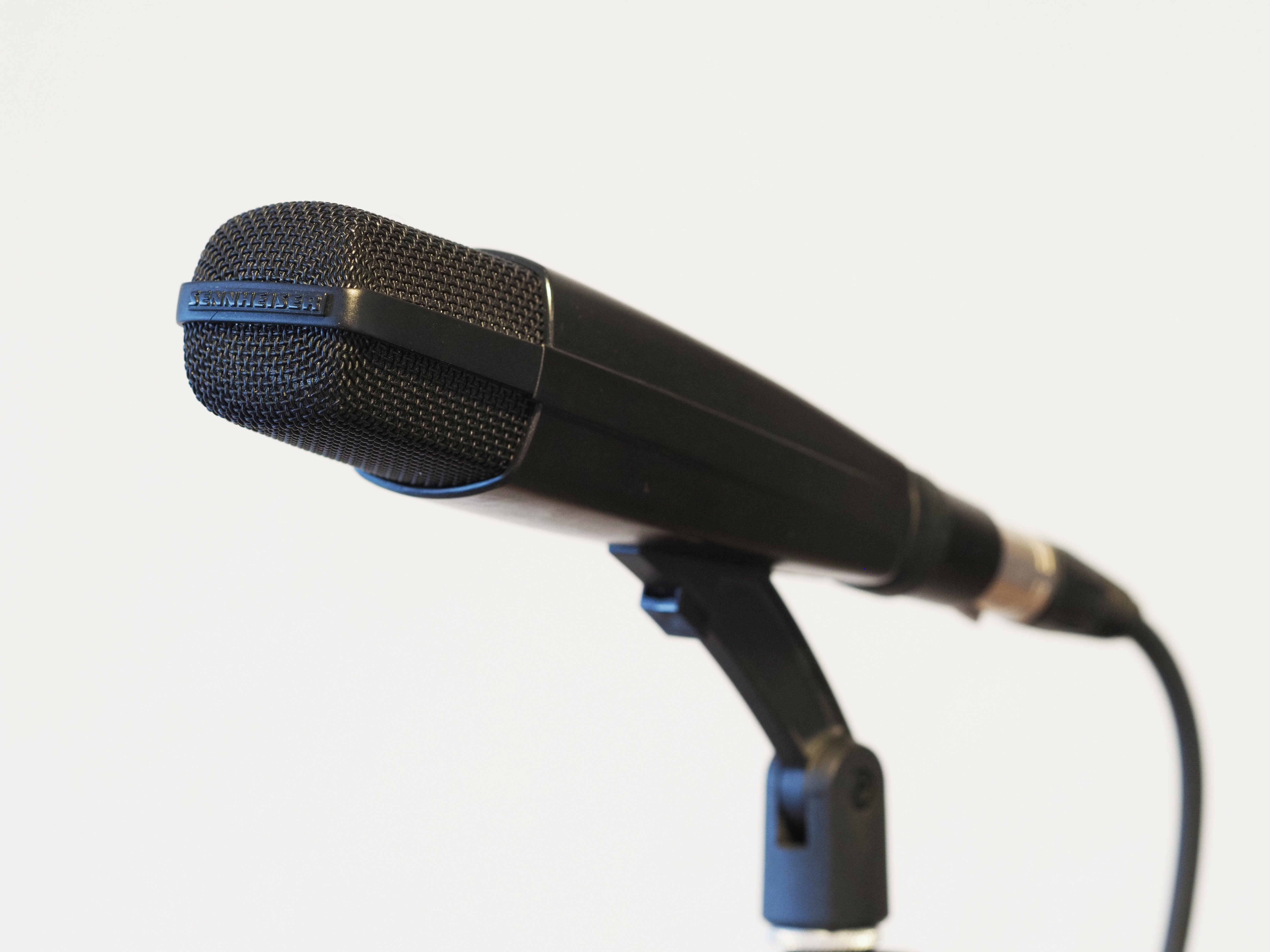
Un Sennheiser MD 421 nero

Gli accessori disponibili per l'MD 421 includono un'asta microfonica corta da utilizzare sopra i tavoli (nome modello MZT) e un parabrezza (MZW) per ridurre il rumore del vento; i primi parabrezza erano realizzati in nylon e successivamente in schiuma di poliuretano. Una clip per microfono antiurto (MZS) fornisce un maggiore isolamento per le forti vibrazioni che potrebbero essere trasportate attraverso il corpo del microfono.
La clip per microfono standard (MZA) è un dispositivo a cambio rapido che si aggancia in una scanalatura sull'alloggiamento per tenere il microfono in posizione verticale. (A causa della sua forma insolita, l'MD 421 non può essere utilizzato con clip per microfono comunemente disponibili.) La clip per microfono in dotazione viene inserita in una scanalatura sul lato inferiore del microfono e bloccata meccanicamente con un pulsante a sgancio rapido. Molti utenti si sono lamentati della tendenza della clip del microfono in dotazione a lasciare andare il microfono, permettendogli di cadere, specialmente se regolato rapidamente per assoli strumentali o quando montato rivolto verso il basso su una batteria tom-tom. Varie soluzioni suggerite dagli ingegneri includono modi per impedire il movimento del meccanismo di sgancio rapido, ad esempio con una piccola fascetta. Altri hanno fabbricato una clip di plastica più grande che funziona più come una clip per microfono standard.

## Le versioni
Il microfono è stato prodotto nelle seguenti versioni:
- MD 421–2 con custodia color grigio chiaro / argento e connettore filettato bilanciato a 3 poli cablato secondo DIN 41624.
- MD 421-N con custodia color grigio chiaro / argento, selettore rotativo a 5 livelli per la riduzione graduale dei bassi e connettore filettato bilanciato a 3 pin cablato secondo DIN 41524.
- MD 421 de Luxe con custodia nera, griglia color oro, internamente come MD 421-N.
- MD 421-HL con custodia color grigio chiaro/argento e connettore bilanciato/sbilanciato cablato secondo DIN 41524 e trasformatore per collegamento opzionale ad alta impedenza a registratori a nastro di consumo.
- MD 421-U ha un alloggiamento nero e connettore XLR bilanciato. Le versioni 421 U4 e U5 si differenziano per la filettatura sulla clip del microfono rimovibile. La versione U4 ha un filetto intercambiabile, mentre U5 ha un filetto con dimensione fissa da 3/8 di pollice per il mercato americano.
- MD 421 II introdotto nel 2002. Essenzialmente uguale a MD 421-U ma prodotto con processi più economici.[7]
- MD 521 "Blackfire": custodia nera e connessione XLR bilanciata, ma senza interruttore bass cut a 5 livelli.